# Манізер Матвій Генріхович
Ма́нізер Матві́й Ге́нріхович (5 [17] березня 1891, Санкт-Петербург, Російська імперія — 20 грудня 1966, Москва, РРФСР, СРСР) — російський радянський скульптор німецького походження.

## Життєпис
Народився в Санкт-Петербурзі.
У 1908—1909 навчався в Центральному училищі технічного малювання Штігліца, у 1909—1911 — у Художній школі Товариства пересувних виставок, в 1911—1916 — в Петербурзькій академії мистецтв (у Володимира Беклемішева). З 1921 — на викладацькій роботі.
З 1926 — член АХРР.
Пам'ятник Шевченку в Харкові (1935) вважається найкращим у світі пам'ятником поетові. (Ігор Бондар-Терещенко: «Автором цього конкурсного проекту 1935–го був далеко не Матвій Манізер, як зазначено в усіх енциклопедіях, а усього лише переможець конкурсу, заробітчанин Кость Бульдин. Між іншим, ще й дитячий письменник, учасник «Плугу». Просто скульпторів, яким влада дозволяла увічнювати як Леніна, так і решту «народних вождів», в СРСР було лише п'ятеро, і українці між ними не дуже значились».

У 1937-1941 — голова правління Ленінградського відділення Союзу художників РРФСР.
Створив ряд пам'ятників монументальної скульптури, в тому числі В. Володарського на пр. Обухівської Оборони, «Жертвам 9 січня 1905 року» на кладовищі Пам'яті жертв 9 січня (колишньому Преображенському православному), Д. І. Менделєєву у дворі Технологічного інституту на Московському проспекті, пам'ятник В. І. Леніну в Петрозаводську (арх. Л. А. Ільїн), барельєф Пушкіна на місці його дуелі, барельєф «Робочий» на будівлі Петровського пасажу в Москві та інші.

## Твори
- Пам'ятники:
  - пам'ятник Тарасу Шевченку в Харкові (1935);
  - пам'ятник Сергію Кірову в Петрозаводську (1936);
  - пам'ятник Сергію Кірову в Кропивницькому (1937);
  - пам'ятник Тарасу Шевченку в Києві (1938);
  - пам'ятник Тарасу Шевченку в Каневі (1939);
  - пам'ятник Іллі Рєпіну в Чугуєві (1956);
  - пам'ятник Володимиру Леніну в Одесі (1967);
  - пам'ятник Володимиру Леніну в Скадовську (1976).

## Звання, премії, нагороди
- Нагороджено орденом Леніна, орденом Червоної Зірки, медалями.
- 1933 — заслужений діяч мистецтв Білоруської РСР.
- 1935 — заслужений діяч мистецтв УРСР.
- 1939 — нагороджений Почесною грамотою ВР УРСР за пам'ятник Т. Г. Шевченку в Києві (1938).
- 1947 — дійсний член і віце-президент Академії мистецтв СРСР.
- 1958 — народний художник СРСР.
- 1941 — Сталінська премія.
- 1943 — Сталінська премія.
- 1950 — Сталінська премія.

## Зображення

Пам'ятник Тарасу Шевченку роботи М. Г. Манізера в Харкові (1935)
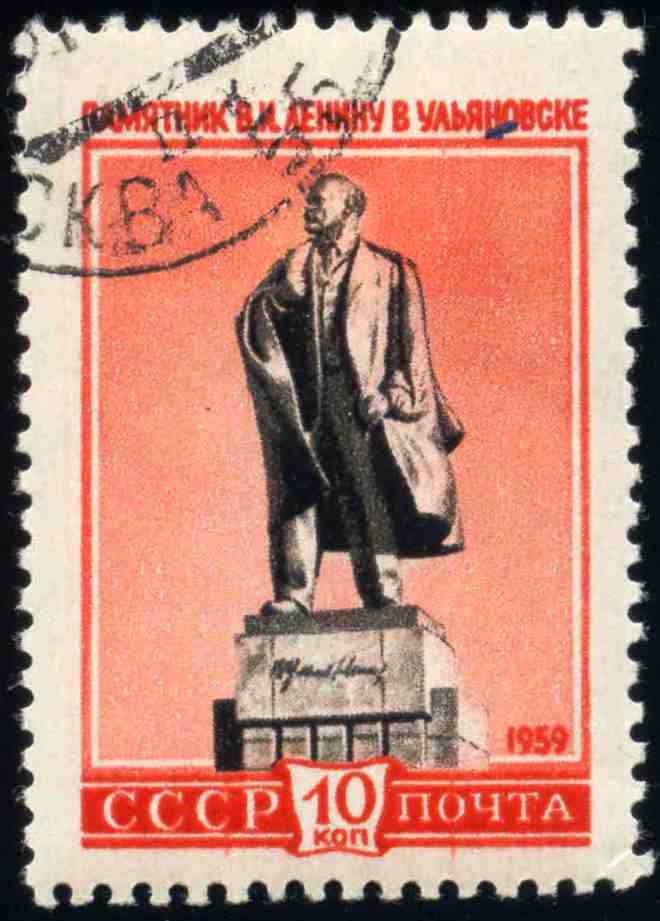
Поштова марка СРСР. Пам'ятник Леніну в Ульяновську, 1959